# Бабињец
Бабињец (слч. Babinec) насељено је мјесто са административним статусом сеоске општине (слч. obec) у округу Римавска Собота, у Банскобистричком крају, Словачка Република.

## Становништво
| Година:    | 1994. | 2004.    | 2014.   | 2024.   |
| ---------- | ----- | -------- | ------- | ------- |
| Број људи: | 104   | 74       | 71      | 66      |
| Разлика:   |       | -28,84 % | -4,05 % | -7,04 % |

| Година:    | 2023. | 2024.   |
| ---------- | ----- | ------- |
| Број људи: | 64    | 66      |
| Разлика:   |       | +3,12 % |

Према подацима о броју становника из 2011. године насеље је имало 68 становника.